# Língua kalkoti
Kalkoti, também chamada Goedijaa, é uma língua Dárdica do grupo Shina falada
o em Khyber Pakhtunkhwa, Paquistão. Está rodeada por línguas predominantemente do grupo Kohistani. Só é falado em algumas aldeias de Kalkot.

## Fonologia
As tabelas a seguir descrevem a fonologia Kalkoti.

### Consoantes
|                     |                | Labial | Dental | Retroflexa | Palatal | Velar | Uvular | Glotal |
| ------------------- | -------------- | ------ | ------ | ---------- | ------- | ----- | ------ | ------ |
| Nasal Oclusiva      | Nasal Oclusiva | m      | n      | ɳ (?)      |         | ŋ (?) |        |        |
| Plosiva             | surda          | p      | t      | ʈ          |         | k     | q      | ʔ (?)  |
| Plosiva             | aspirada       | pʰ     | tʰ     | ʈʰ (?)     |         | kʰ    |        |        |
| Plosiva             | sonora         | b      | d      | ɖ          |         | ɡ     |        |        |
| Africada            | surda          |        | ts     | tʂ         | tʃ      |       |        |        |
| Africada            | aspirada       |        |        | tʂʰ (?)    | tʃʰ     |       |        |        |
| Africada            | sonora         |        |        |            | dʒ      |       |        |        |
| consoante fricativa | surda          | (f)    | s      | ʂ          | ʃ       | x     |        |        |
| consoante fricativa | sonora         |        | z      |            |         | ɣ     |        |        |
| Lateral             | Lateral        |        | l      |            |         |       |        |        |
| Vibrante            | Vibrante       |        | ɾ      | ɽ (?)      |         |       |        |        |
| Aproximante         | Aproximante    | ʋ      |        |            | j       |       |        |        |

### Vogais
As vogais curtas são ligeiramente centralizadas; a nasalização das vogais pode ser fonêmica. 
Os fonemas / q, ʦ, x, z, ɣ, ɽ / provavelmente foram introduzidos por empréstimos. A série de aspirados sem voz é segura e, ao contrário da língua vizinha língua palula, Kalkoti não possui uma série de vozes soprosas. O status fonêmico de / ʔ / não é claro e provavelmente está relacionado ao tom em Kalkoti.

### Tons
O sistema de tom de Kalkoti provavelmente era semelhante ao sistema de dois tons da língua shina; no entanto, sob pressão de seus vizinhos Kohistani, agora pode ter um inventário de tons mais complexo.

## Escrita
A língua Kalkoti usa a escrita Árabe